# Oskar Heil
Oskar Heil (Langwieden, 20 marzo 1908 – San Mateo, 15 maggio 1994) è stato un inventore tedesco.

## Biografia
Studiò fisica, chimica, matematica e musica presso l'Università di Göttingen e fu insignito del titolo di dottore in filosofia nel 1933 grazie al suo lavoro sullo spettroscopio molecolare.
All'Università Georg-August di Göttingen, Oskar Heil incontrò Agnesa Arsenjewa (1901–1991), una promettente e giovane fisica russa. Si sposarono a Leningrado, in Unione Sovietica nel 1934. Si trasferirono in Inghilterra per lavorare presso il Laboratorio Cavendish, presso l'Università di Cambridge. Durante un viaggio in Italia, scrissero insieme un pioneristico trattato sulla generazione delle microonde, che fu pubblicato in Germania nel 1935. Agnesa quindi, al suo ritorno in Russia, proseguì questo lavoro per poi pubblicarlo all'Istituto Fisico-Chimico di Leningrado assieme al marito.
Heil ritornò da solo in Inghilterra mentre ad Agnesa non fu concesso di lasciare il paese, dato il contenuto particolarmente delicato delle proprie pubblicazioni. Oskar Heil iniziò quindi a lavorare su Cavi e Standard Telefonici fino all'arrivo della seconda guerra mondiale, quando tornò in Germania passando per la Svizzera. Alla fine della guerra, si recò a lavorare negli Stati Uniti, dove morì nel 1994. Agnesa visse in Unione Sovietica fino alla sua morte, nel 1991.

## Tubi a vuoto per microonde
Oskar Heil e Agnesa Arsenjewa, nel loro pioneristico documento, svilupparono il concetto di tubi a vuoto a velocità modulata, nei quali un fascio di elettroni poteva essere emesso sotto forma di "grappoli", generando, con un grado di efficienza molto alto, onde radio di frequenza e potenza molto elevate rispetto ai tubi a vuoto/termoionici convenzionali. Ciò diede la luce al "Heil Tube", il primo generatore di microonde facilmente realizzabile, che fu il precursore dell'invenzione del klystron e del reflex klystron, basato sui medesimi principi. Questi dispositivi rappresentano una pietra miliare nello sviluppo delle tecnologie sulle microonde, in particolare radar, e i tubi a vuoto a velocità modulata sono molto usati anche ai giorni nostri.

## Transistor a effetto di campo (FET)
Heil viene spesso citato quale inventore del primo dispositivo a transistor, basato su numerosi brevetti da lui pubblicati.
JFETS: The New Frontier afferma:

## Air Motion Transformer
Fu anche l'inventore dell'altoparlante con tecnologia "Heil Air Motion Transformer" che rese famosi i diffusori ESS AMT-1A nella metà degli anni 70.
Il diaframma di Heil è costituito di Mylar, cui è incollato uno strato di alluminio conduttivo. Essendo piegato su se stesso a fisarmonica, raggiunge la dimensione di un pollice di larghezza, per una migliore dispersione del suono, per questo motivo ha una superficie di emissione equivalente ad un midrange tradizionale di 20 cm di diametro.
La ridottissima massa del diaframma è sospesa entro un potente campo magnetico concentrato. Quando un segnale attraversa lo strato di alluminio, il conseguente movimento a soffietto spinge l'aria fuori dal diaframma ad una velocità cinque volte superiore rispetto ad un tradizionale altoparlante. La rapida accelerazione assunta dall'aria consente una migliore riproduzione del suono, e assieme anche una elevata dinamica.